# 豊岡市立竹野中学校
豊岡市立竹野中学校（とよおかしりつ たけのちゅうがっこう）は、兵庫県豊岡市にあった公立中学校。

## 概要
1996年に全面改築を伴って、竹野町西町から竹野町松本に移転。また校舎はホテルの設計を得意としている人物が設計したもので、屋上はないが、ソファーのあるエントランスロビー、ベランダ、ランチルーム、中央階段、エレベーターなどがある作りになっている。
校内にはランチルームがあり、全校生徒が一同で食事をするのが通例になっている。2007年以前では約200人がそこで給食の時間を共有していた。また、鏡のついた洗面台が横一列に並んでいる作りになっている。
校門を入るとすぐに時計台があるが、これは地域住民から寄贈されたものである。
遠泳は能力に応じてA・B・Cのグループに別れ、それぞれ、指定されたコースを泳ぐ。かつては遠泳の前に一教師による遠泳にかける宣言と音程にアレンジを加えた校歌によって生徒が鼓舞された。
また、竹野の唯一のシンボルとも言える竹野浜の清掃もしている。いわゆる「竹野浜クリーン大作戦」と言われている。その竹野浜の砂を利用してグランドが作られたため、非常に水はけが良く、雨が降ったとしても数時間で渇くため部活や体育の授業では環境の良い状態で運動ができることが多い。

## 沿革

### 中竹野中学校
- 1947年（昭和22年） - 中竹野村立中竹野中学校として開校。
- 1955年（昭和30年） - 町村合併により竹野村立中竹野中学校と改称。
- 1957年（昭和32年） - 町制施行により竹野町立中竹野中学校と改称。
- 1966年（昭和41年） - 竹野中学校に統合される。

### 竹野中学校
- 1947年（昭和22年） - 竹野村立竹野中学校として開校、竹野小学校に併設。
- 1952年（昭和27年） - 独立校舎竣工。
- 1957年（昭和32年） - 町制施行により竹野町立竹野中学校と改称。
- 1966年（昭和41年） - 竹野町立中竹野中学校と統合。
- 1996年（平成8年） - 校舎全面改築。
- 2005年（平成17年） - 市町合併により豊岡市立竹野中学校に改称。
- 2015年（平成27年）4月1日 - 豊岡市立森本中学校を統合。
- 2025年（令和7年）3月31日 - 竹野小学校と統合により閉校。（4月1日より義務教育学校・豊岡市立竹野学園に移行[1]）

## 学校行事
- 遠泳
- 体育祭
- 文化祭
- 生徒会総選挙
- 合唱コンクール
- 球技大会
- 駅伝ジョギング大会

## 校歌
作詞：安田清、作曲：岡本新一

## 部活動
- 野球部
- 男子バスケットボール部
- 剣道部
- 女子バレーボール部
- 吹奏楽部

## 進学前小学校
- 豊岡市立竹野小学校[3]
- 豊岡市立中竹野小学校（2021年度まで）[3]
- 豊岡市立竹野南小学校（2021年度まで）[3]